# Brézins
Brézins is een gemeente in het Franse departement Isère (regio Auvergne-Rhône-Alpes). De plaats maakt deel uit van het arrondissement Grenoble. Brézins telde op 1 januari 2022 2.282 inwoners.

## Geografie
De oppervlakte van Brézins bedroeg op 1 januari 2022 8,26 vierkante kilometer; de bevolkingsdichtheid was toen 276,3 inwoners per km².

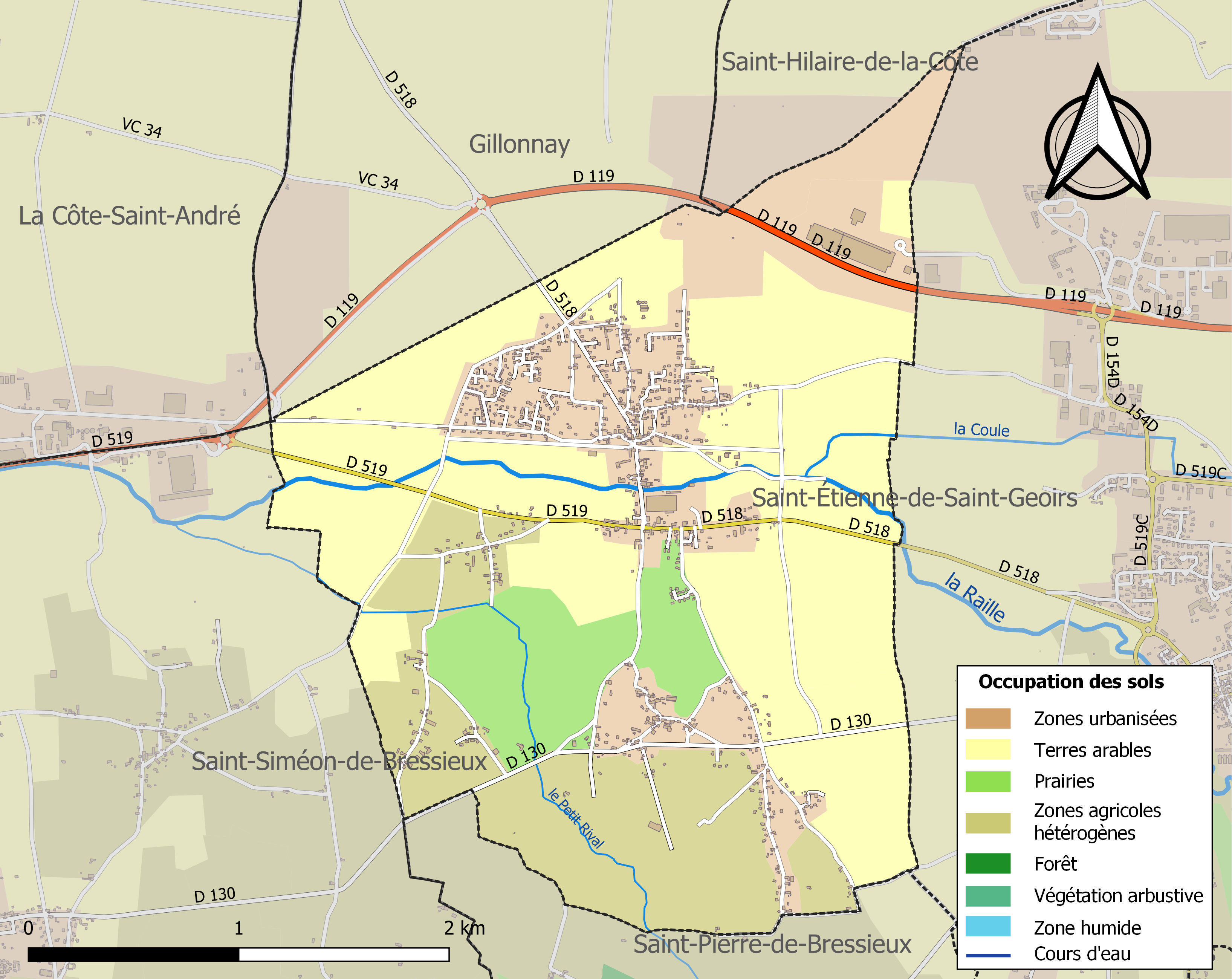
Kaart van de gemeente met de belangrijkste infrastructuur, bodemgebruik en omliggende gemeenten

## Demografie
Onderstaande figuur toont het verloop van het inwonertal (bron: INSEE-tellingen).